# Mémorial Van Damme 2006
Le Mémorial Van Damme 2006 est un meeting d'athlétisme qui a eu lieu le 25 août 2006 au Stade Roi Baudouin à Bruxelles.
Ce meeting fait partie des rencontres de la Golden League. Il s'agissait de la 30e édition du Mémorial Van Damme.
L'équipe kenyane composée de Joseph Mutua, William Yiampoy, Ismael Kombich et Wilfred Bungei a amélioré le record du monde (7 min 03 s 89 en 1982 par les britanniques) du 4 × 800 m en 7 min 02 s 43.
Ce n'est pas un record du monde officiel, car le 4 × 800 m n'est pas une distance reconnue par l'IAAF.

## Résultats

### Abréviations
Les abréviations suivantes sont utilisées dans les tableaux ci-dessous :
- AR = Area Record
- EL = European leading - leader européen actuel (saison 2006)
- MR = Meeting Record - record du meeting
- NR = National Record - record national
- SB = Seasonal Best - meilleure prestation personnelle de la saison
- WL = World Leading - leader mondial actuel (saison 2006)
- WR = World Record - record du monde

### Hommes

#### 100 m
| Rang | Athlète        | Pays       | Temps   |
| ---- | -------------- | ---------- | ------- |
| 1    | Asafa Powell   | Jamaïque   | 9 s 99  |
| 2    | Marcus Brunson | États-Unis | 10 s 06 |
| 3    | Leonard Scott  | États-Unis | 10 s 11 |

#### 200 m
| Rang | Athlète          | Pays       | Temps      |
| ---- | ---------------- | ---------- | ---------- |
| 1    | Tyson Gay        | États-Unis | 19 s 79 MR |
| 2    | Xavier Carter    | États-Unis | 19 s 97    |
| 3    | Wallace Spearmon | États-Unis | 20 s 02    |

#### 400 m
| Rang | Athlète         | Pays                             | Temps   |
| ---- | --------------- | -------------------------------- | ------- |
| 1    | Jeremy Wariner  | États-Unis                       | 44 s 29 |
| 2    | Gary Kikaya     | République démocratique du Congo | 44 s 62 |
| 3    | LaShawn Merritt | États-Unis                       | 44 s 74 |

#### 1 500 m
| Rang | Athlète          | Pays   | Temps            |
| ---- | ---------------- | ------ | ---------------- |
| 1    | Mehdi Baala      | France | 3 min 32 s 01 SB |
| 2    | Alex Kipchirchir | Kenya  | 3 min 32 s 13    |
| 3    | Shedrack Korir   | Kenya  | 3 min 32 s 41    |

#### 3 000 m steeplechase
| Rang | Athlète             | Pays   | Temps            |
| ---- | ------------------- | ------ | ---------------- |
| 1    | Saif Saaeed Shaheen | Qatar  | 8 min 04 s 32    |
| 2    | Richard Mateelong   | Kenya  | 8 min 08 s 98    |
| 3    | Bouabdellah Tahri   | France | 8 min 09 s 53 EL |

#### 5 000 m
| Rang | Athlète         | Pays     | Temps             |
| ---- | --------------- | -------- | ----------------- |
| 1    | Kenenisa Bekele | Éthiopie | 12 min 48 s 09 WL |
| 2    | Eliud Kipchoge  | Kenya    | 13 min 01 s 88    |
| 3    | Hicham Bellani  | Maroc    | 13 min 03 s 13    |

#### 10 000 m
| Rang | Athlète         | Pays     | Temps             |
| ---- | --------------- | -------- | ----------------- |
| 1    | Micah Kogo      | Kenya    | 26 min 35 s 63 WL |
| 2    | Zersenay Tadese | Érythrée | 26 min 37 s 25 NR |
| 3    | Boniface Kiprop | Ouganda  | 26 min 41 s 95 SB |

#### 4 × 800 m
| Rang | Pays       | Temps            |
| ---- | ---------- | ---------------- |
| 1    | Kenya      | 7 min 02 s 43 WR |
| 2    | États-Unis | 7 min 02 s 82 AR |
| 3    | Benelux    | 7 min 06 s 12    |

#### Javelot
| Rang | Athlète             | Pays     | Distance |
| ---- | ------------------- | -------- | -------- |
| 1    | Andreas Thorkildsen | Norvège  | 86,97 m  |
| 2    | Tero Pitkämäki      | Finlande | 85,91 m  |
| 3    | Eriks Rags          | Lettonie | 81,26 m  |

#### Saut en longueur
| Rang | Athlète                    | Pays            | Longueur |
| ---- | -------------------------- | --------------- | -------- |
| 1    | Irving Saladino            | Panama          | 8,31 m   |
| 2    | Loúis Tsátoumas            | Grèce           | 8,15 m   |
| 3    | Mohamed Salim Al-Khuwalidi | Arabie saoudite | 8,12 m   |

#### 1 000 mU23
| Rang | Athlète               | Pays       | Temps         |
| ---- | --------------------- | ---------- | ------------- |
| 1    | Christian Smith       | États-Unis | 2 min 24 s 25 |
| 2    | Álvaro Rodríguez (en) | Espagne    | 2 min 24 s 41 |
| 3    | Francisco Espagna     | Espagne    | 2 min 25 s 17 |

- U23 = catégorie espoir (moins de 23 ans)

#### Futuris Kids Run
| Rang | Athlète             | Pays     | Temps         |
| ---- | ------------------- | -------- | ------------- |
| 1    | Vinnie Van Puyvelde | Belgique | 3 min 01 s 27 |
| 2    | Jordy Schollaert    | Belgique | 3 min 04 s 61 |
| 3    | Tim Corvers         | Belgique | 3 min 05 s 66 |

- Uniquement des garçons belges de moins de 12 ans ont participé à cette course de 1 000 m.

### Femmes

#### 100 m
| Rang | Athlète         | Pays       | Temps   |
| ---- | --------------- | ---------- | ------- |
| 1    | Sherone Simpson | Jamaïque   | 10 s 95 |
| 2    | Me'Lisa Barber  | États-Unis | 11 s 10 |
| 3    | Stephanie Durst | États-Unis | 11 s 18 |

#### 200 m
| Rang | Athlète            | Pays     | Temps   |
| ---- | ------------------ | -------- | ------- |
| 1    | Kim Gevaert        | Belgique | 22 s 68 |
| 2    | Debbie Ferguson    | Bahamas  | 22 s 93 |
| 3    | Ioulia Gouchtchina | Russie   | 23 s 24 |

#### 400 m
| Rang | Athlète          | Pays       | Temps   |
| ---- | ---------------- | ---------- | ------- |
| 1    | Sanya Richards   | États-Unis | 50 s 02 |
| 2    | Novlene Williams | Jamaïque   | 51 s 02 |
| 3    | Vania Stambolova | Bulgarie   | 51 s 13 |

#### 800 m
| Rang | Athlète          | Pays        | Temps         |
| ---- | ---------------- | ----------- | ------------- |
| 1    | Hasna Benhassi   | Maroc       | 1 min 59 s 06 |
| 2    | Janeth Jepkosgei | Kenya       | 1 min 59 s 65 |
| 3    | Rebecca Lyne     | Royaume-Uni | 1 min 59 s 73 |

#### 5 000 m
| Rang | Athlète         | Pays        | Temps             |
| ---- | --------------- | ----------- | ----------------- |
| 1    | Tirunesh Dibaba | Éthiopie    | 14 min 30 s 63    |
| 2    | Meseret Defar   | Éthiopie    | 14 min 33 s 68    |
| 3    | Jo Pavey        | Royaume-Uni | 14 min 39 s 96 EL |

#### 100 m haies
| Rang | Athlète                | Pays       | Temps   |
| ---- | ---------------------- | ---------- | ------- |
| 1    | Michelle Perry         | États-Unis | 12 s 55 |
| 2    | Brigitte Foster-Hylton | Jamaïque   | 12 s 71 |
| 3    | LoLo Jones             | États-Unis | 12 s 71 |

#### Perche
| Rang | Athlète           | Pays    | Hauteur |
| ---- | ----------------- | ------- | ------- |
| 1    | Yelena Isinbayeva | Russie  | 4,81 m  |
| 2    | Fabiana Murer     | Brésil  | 4,66 m  |
| 3    | Monika Pyrek      | Pologne | 4,66 m  |

- Yelena Isinbayevaa tenté de battre le record du monde (5,01 m - 12 août 2005), mais a échoué trois fois à 5,03 m.

#### Saut en hauteur
| Rang | Athlète         | Pays     | Hauteur |
| ---- | --------------- | -------- | ------- |
| 1    | Tia Hellebaut   | Belgique | 1,98 m  |
| 2    | Venelina Veneva | Bulgarie | 1,98 m  |
| 3    | Kajsa Bergqvist | Suède    | 1,98 m  |

#### Futuris Kids Run
| Rang | Athlète             | Pays     | Temps         |
| ---- | ------------------- | -------- | ------------- |
| 1    | Camilla De Bleecker | Belgique | 3 min 06 s 34 |
| 2    | Valentien De Smet   | Belgique | 3 min 08 s 55 |
| 3    | Jenthé Adriaens     | Belgique | 3 min 12 s 86 |

- Uniquement des jeunes filles belges de moins de 12 ans ont participé à cette course de 1 000 m.